# Ingmar Nordström
Gustav Ingmar Nordström, född 5 juli 1931 i Kristianstad, är en svensk militärmusiker, klarinettist och saxofonist som 1955 bildade det svenska dansbandet "Ingmar Nordströms", som han även var orkesterledare för, tills gruppen upplöstes den 19 december 1991. Han har också givit ut ett flertal soloalbum.

## Kyrkoturnérandet
Efter att dansbandet hade lagts ner i 1991 så var det dags för något nytt. Eftersom Ingmar länge närt en dröm om att få ge konserter i kyrkor så föddes tanken att saxofon och dragspel var en kombination som ingen tidigare prövat. Jakten på en dragspelare som behärskade att även spela klassisk musik som Mozart, Bach och Peterson-Berger inleddes och till slut föll valet på Ingemar Hedberg, som turnerat i över 18 år med Harry Brandelius.
Ingemar Hedberg tyckte idén var spännande, varpå repetitionerna började på nyåret 1992. Debutkonserten ägde rum den 9 juni 1992 i Ingemar Hedbergs hemkyrka i Linneryd. Soundet som Ingmar och Ingemar fick fram på sina instrument blev mycket omtyckt av publiken. Våren 2015 tvingades Ingemar Hedberg sluta med turnerandet på grund av sjukdom.
Sedan våren 2015 turnerar Ingmar Nordström istället med organisten och pianisten Viking Olsson. Viking har turnerat som solopianist på olika lyxrestauranger och varit anställd som organist i Växjö domkyrkostift. 
Repertoaren som Ingmar och Viking bjuder på är från Mozart, Wilhelm Peterson-Berger och Benny Andersson.

## Storbandet
Ingmar Nordström spelar även med sitt 14-manna storband på Viking Lines "Cinderella" som går mellan Stockholm och Mariehamn. Här får publiken dansa till Saxparty-dansmusik, som är det enda som spelas.

## Utmärkelser
- H.M. Konungens medalj i guld av 8:e storleken (2020) för framstående insatser inom svenskt musikliv.
- [1]Årets hederspris vid Guldklavegalan 2024 i Malung vid den årliga Dansbandsveckan.

## Soloalbum
- Juletid - 1978[2]
- Hjärtats Saga - 1980[3]
- Gyllne morgon - 1981[4]
- Jul - 1982[5]
- På Begäran - 1984
- La Strada - 1986[6]
- Fädernas Kyrka - 1993[7]
- Låt mig få tända ett ljus [Samlings CD av Juletid och Jul] - 2006

### Fotnoter
1. ↑  ”Medaljförläningar 28 januari 2020 - Sveriges Kungahus”. www.kungahuset.se. Arkiverad från originalet den 28 januari 2020. https://web.archive.org/web/20200128100145/https://www.kungahuset.se/press/pressmeddelanden/aretspressmeddelanden/medaljforlaningar28januari2020.5.7d76545d16f1a92e12414801.html. Läst 28 januari 2020.
2. ↑  ”I juletid”. Svensk mediedatabas. 27 maj 1978. http://smdb.kb.se/catalog/id/001892276. Läst 22 juli 2011.
3. ↑  ”Jul”. Svensk mediedatabas. 27 maj 1980. http://smdb.kb.se/catalog/id/001888707. Läst 23 april 2017.
4. ↑  ”I juletid”. Svensk mediedatabas. 27 maj 1981. http://smdb.kb.se/catalog/id/001892276. Läst 23 april 2017.
5. ↑  ”Jul”. Svensk 
mediedatabas. 27 maj 1982. http://smdb.kb.se/catalog/id/001888707. Läst 1 januari 2014.
6. ↑  ”I juletid”. Svensk mediedatabas. 27 maj 1986. http://smdb.kb.se/catalog/id/001892276. Läst 23 april 2017.
7. ↑  ”I juletid”. Svensk mediedatabas. 27 maj 1993. http://smdb.kb.se/catalog/id/001892276. Läst 22 juli 2011.